# 倉敷美観地区

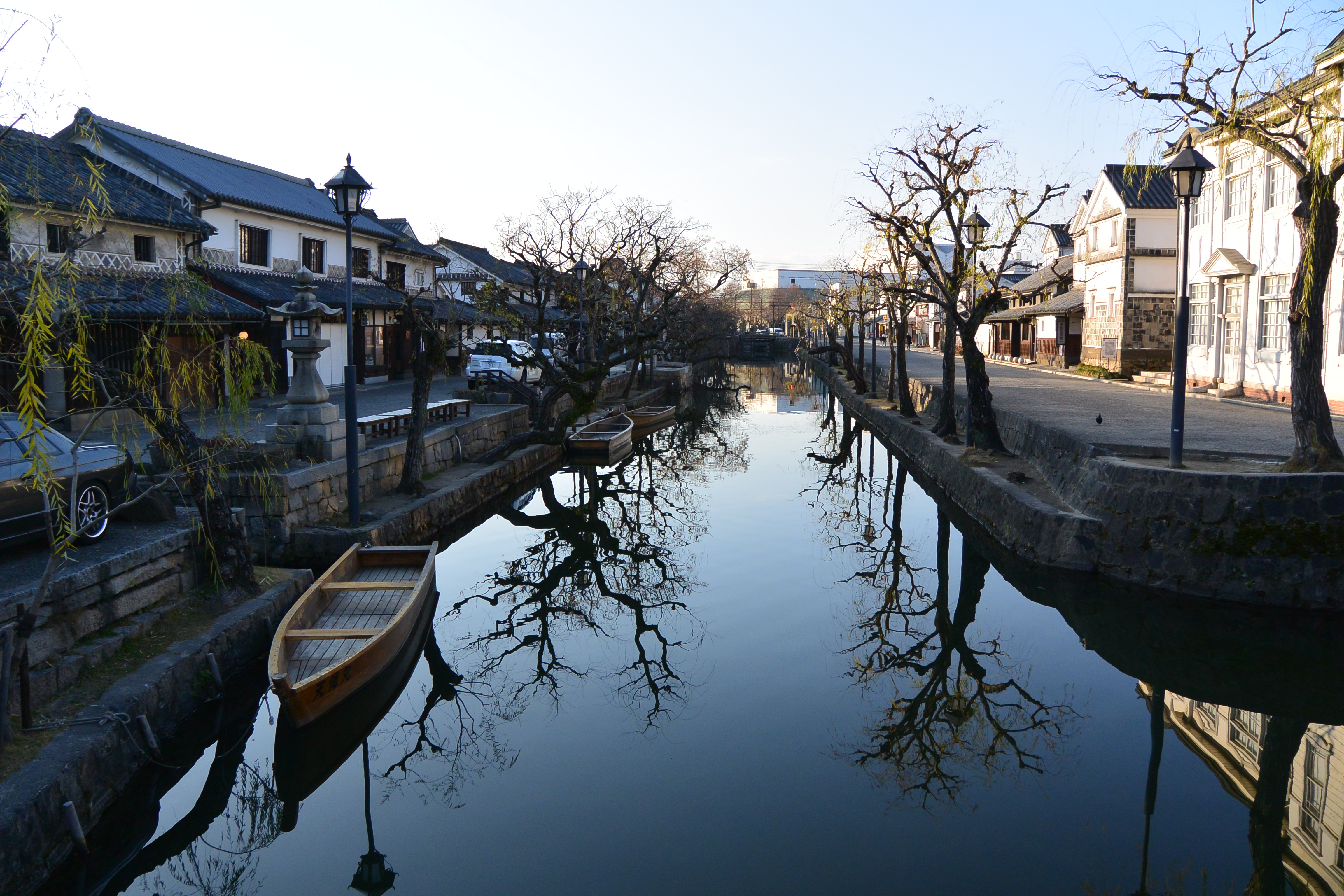
倉敷美観地区の景観

倉敷美観地区（くらしきびかんちく、Kurashiki Bikan historical quarter）は、岡山県倉敷市にある町並保存地区・観光地区である。

## 概要
当エリアは倉敷市の美観地区景観条例に基づき定められたもので、同市本町全域、中央1丁目北部（前神町など）、東町・阿知2丁目・鶴形2丁目の各一部が含まれる。広義の美観地区の面積は21.0ヘクタールで、うち伝統的建造物群保存地区（第一種美観地区）が15.0ヘクタール、伝統美観保存地区（第二種美観地区）が6.0ヘクタールとなっている。伝統的建造物群保存地区（倉敷川周辺）は倉敷川畔伝統的建造物群保存地区（くらしきがわはん でんとうてきけんぞうぶつぐん ほぞんちく）の名称で国の重要伝統的建造物群保存地区として選定されている。
江戸時代初期の寛永19年（1642年）、江戸幕府の天領に定められた際に倉敷代官所が当地区に設けられ、以来備中国南部の物資の集散地として発展した歴史を持つ。倉敷川の畔から鶴形山南側の街道一帯に白壁なまこ壁の屋敷や蔵が並び、天領時代の町並みをよく残している。1969年に倉敷市の条例に基づき美観地区に定められ、1979年（昭和54年）に県内2件目の重要伝統的建造物群保存地区として選定された。
また、1930年（昭和5年）に建てられた日本最初の西洋美術館大原美術館や1888年（明治21年）に代官所跡地に建てられた旧倉敷紡績工場の建物を改修・再利用した観光施設倉敷アイビースクエア等も当地区を代表する建築物である。

## 主な建築物
- 旧大原家住宅 - 国の重要文化財、2018年4月からその一部を一般公開[3]
- 有隣荘 - 1928年（昭和3年）に作られた大原家別邸、昭和天皇が宿泊したことがある。通常は非公開
- 倉敷館 - 登録有形文化財、旧倉敷町役場。現在は無料休憩所・案内所として利用。
- 井上家住宅 - 国の重要文化財、2023年3月からその一部を一般公開[4]
- 楠戸家住宅 - 倉敷市重要文化財、国登録有形文化財、はしまや呉服店。奥の旧:米蔵「夢空間 はしまや」がギャラリー、コンサートホール兼ねた喫茶空間として営業
- 倉敷アイビースクエア - 近代化産業遺産
- 旧中国銀行 - 登録有形文化財、建築家・薬師寺主計の設計。第一合同銀行倉敷支店として1922年（大正11年）に竣工したルネサンス風建築。内部も基本的に作られた頃のままに営業していた。その後倉敷支店→倉敷本町出張所となり、2016年3月18日の営業を最後に倉敷駅前支店に統合されATMコーナーのみとなった[5]。建物はその後公益財団法人大原美術館に寄贈されている[6]。2020年11月、大原美術館の新たな展示施設が開設予定。[7]
- 三楽会館 - 旧倉敷郵便局

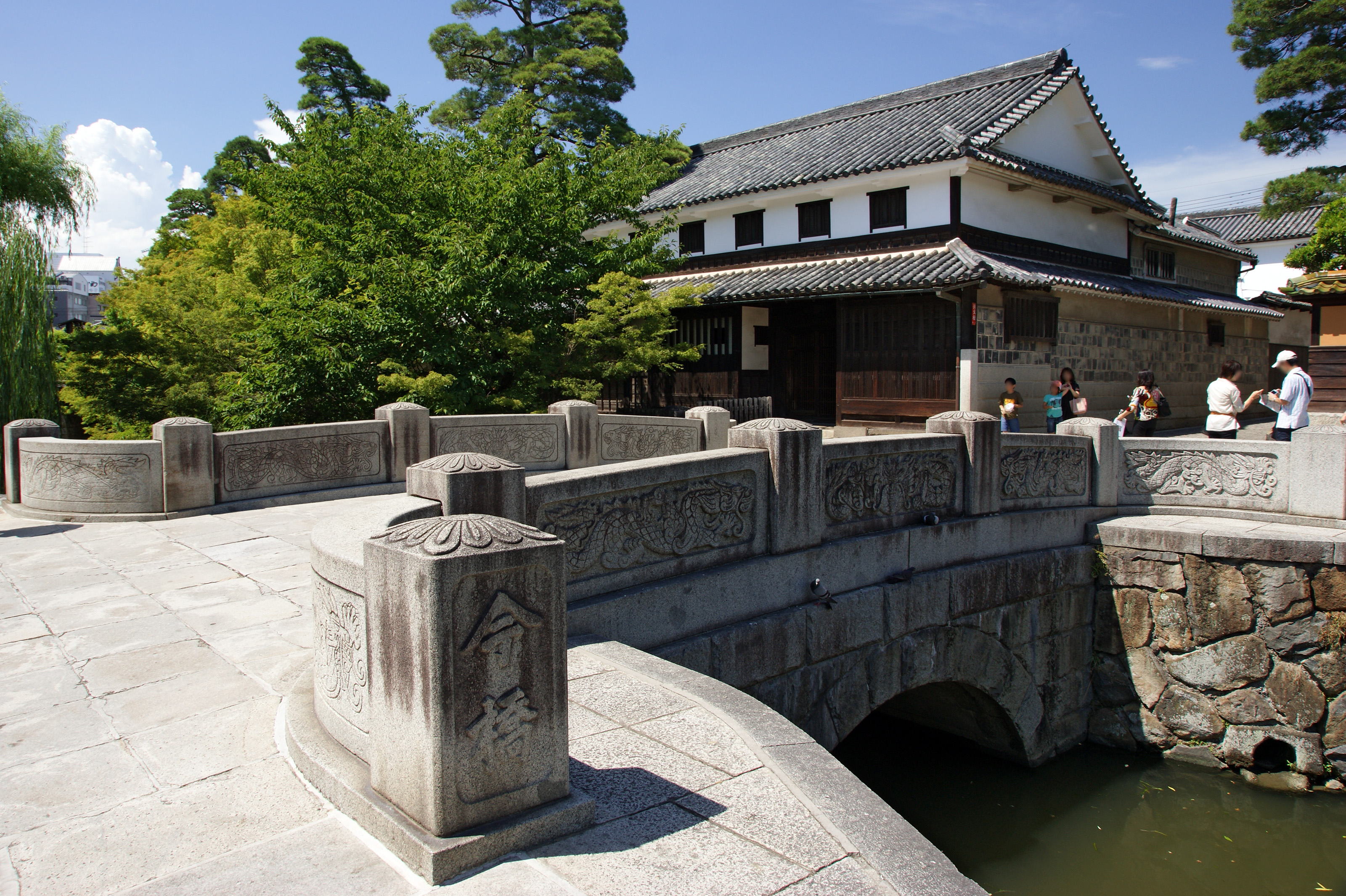
今橋と大原邸
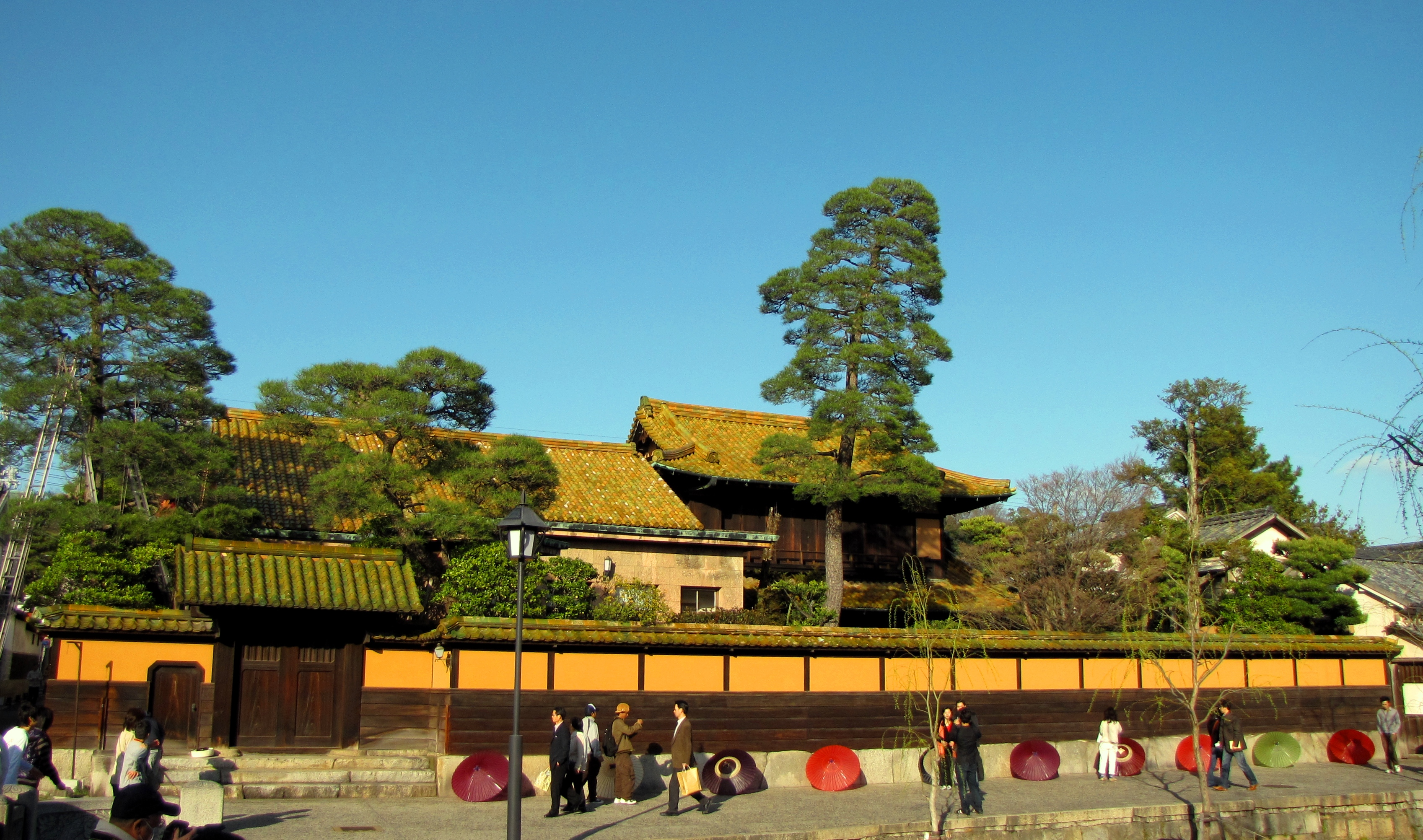
有隣荘
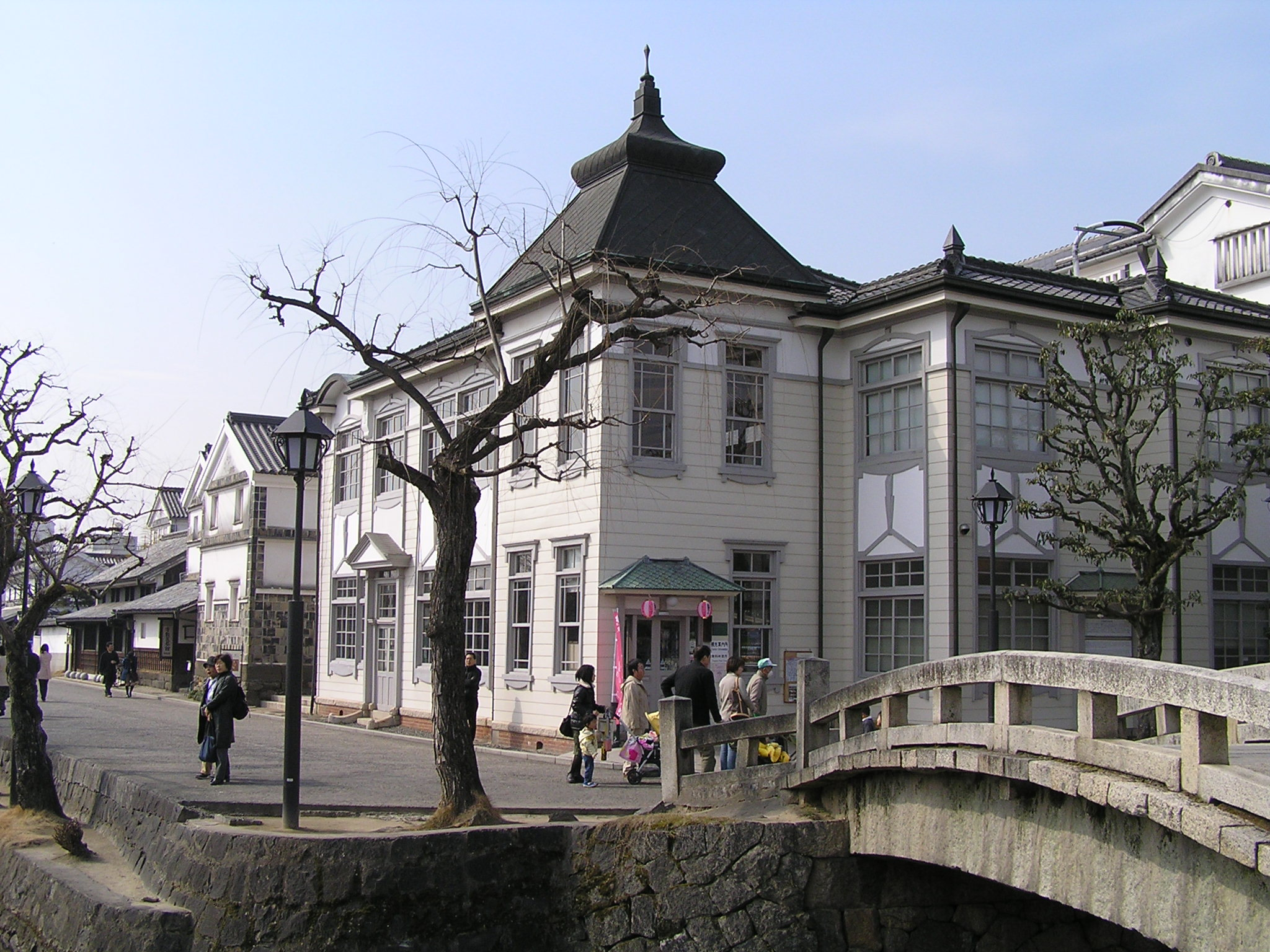
倉敷館
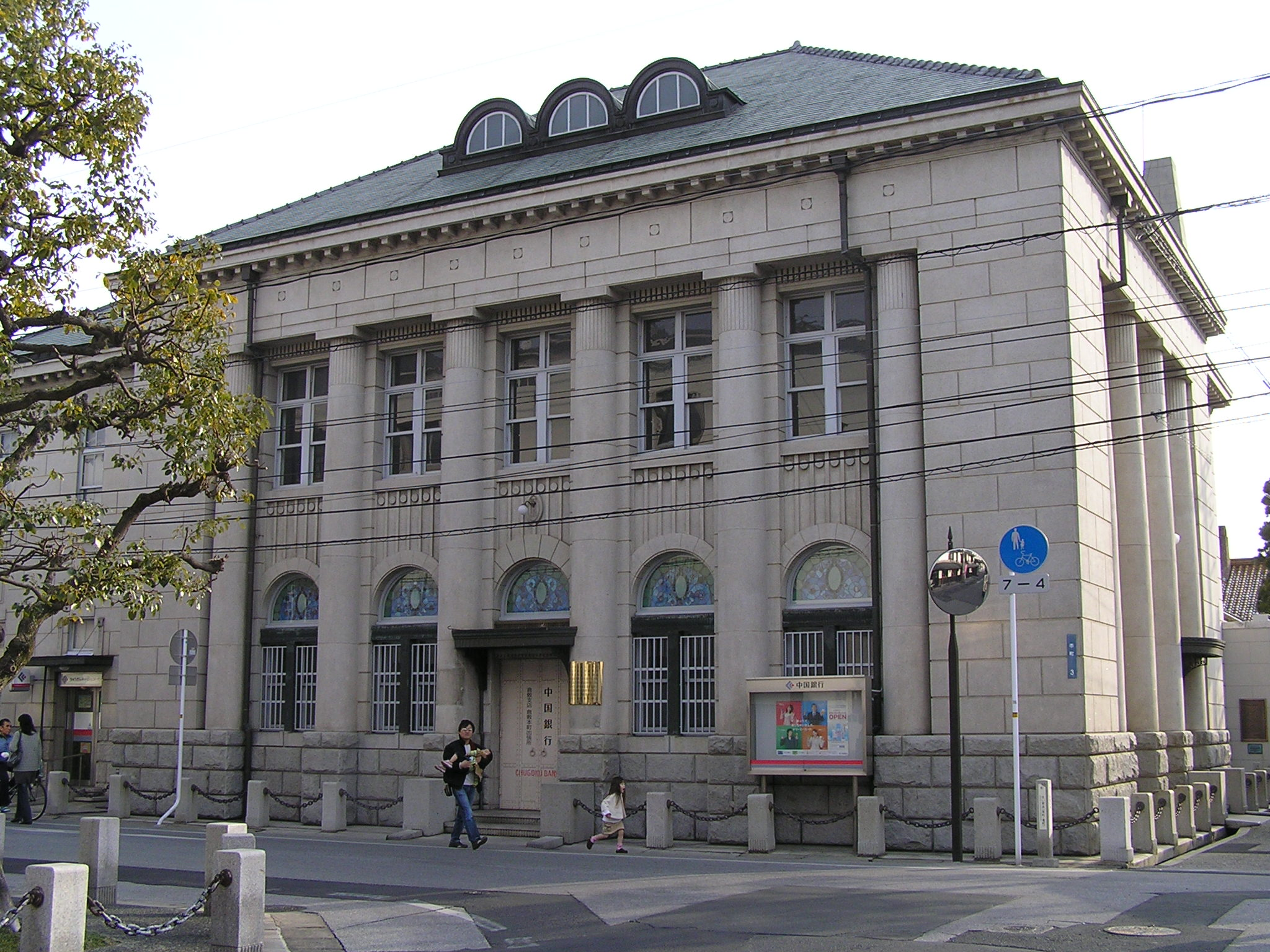
旧・中国銀行倉敷本町出張所
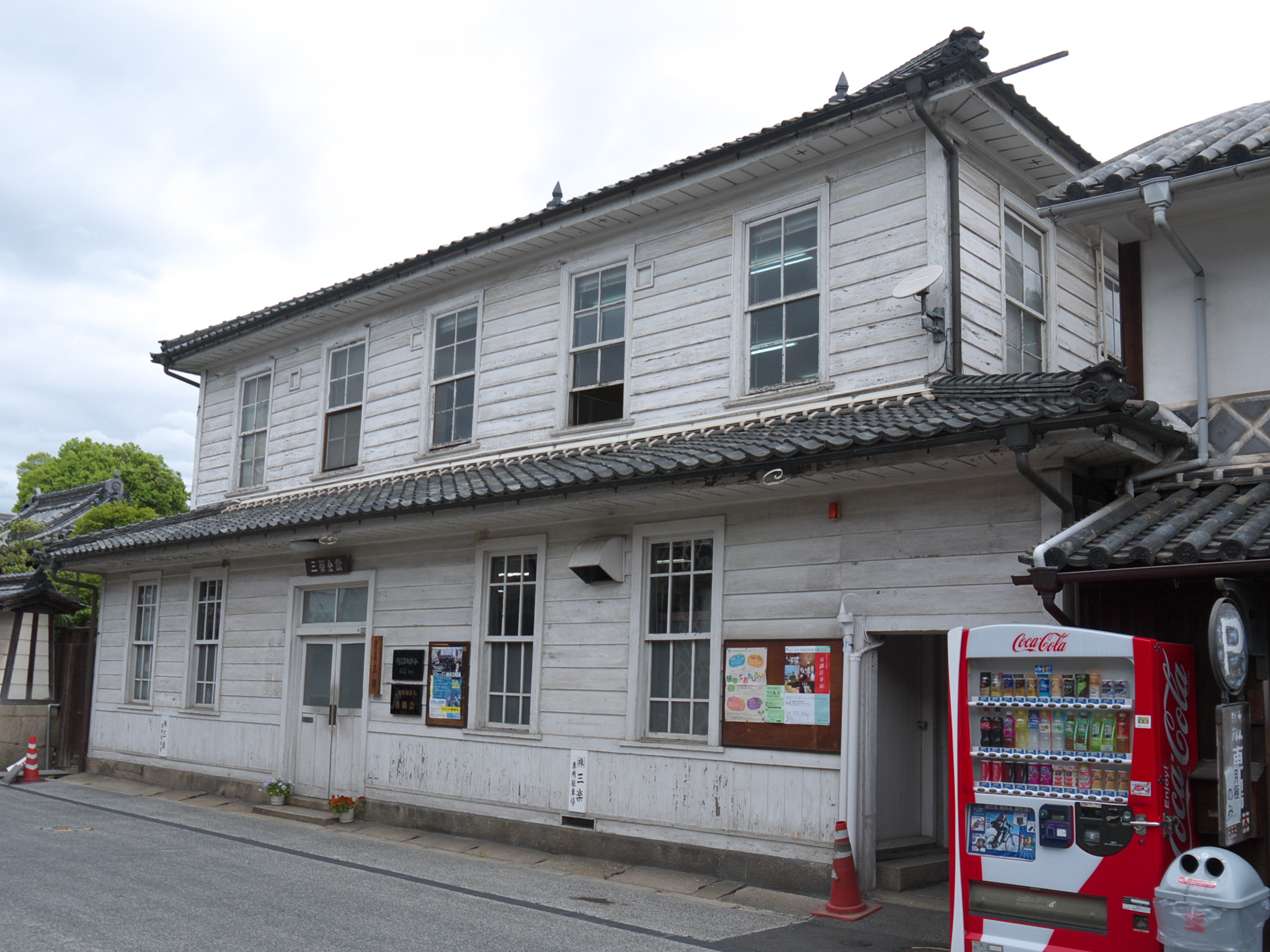
三楽会館

## 地区内の名所・施設

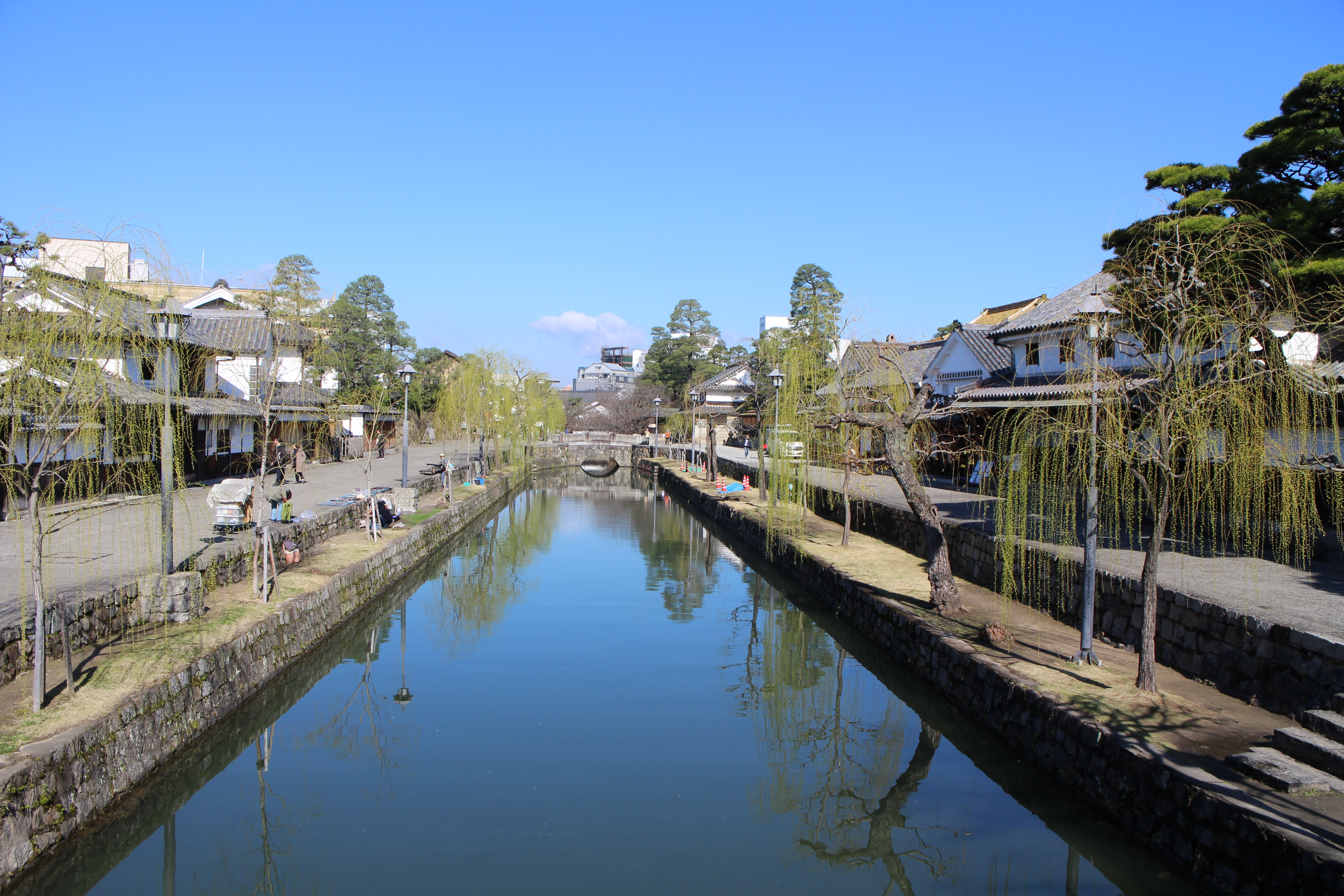
倉敷美観地区

### 史跡・観光スポット
- 大原美術館 - エル・グレコ『受胎告知』をはじめとする名画を多数所蔵する日本を代表する私立美術館
  - 新渓園 - 大原美術館本館と分館の間にある日本庭園
- 倉敷川 - 倉敷川に並び立つ柳並木と川舟流し。かつては運河として利用されていた。
- 倉敷考古館 - 江戸時代築の米蔵を使用した考古学系博物館。1950年（昭和25年）に開館した博物館。
- 日本郷土玩具館 - 江戸時代築の米蔵を使用。おもちゃの博物館
- 倉敷民藝館 - 江戸時代築の家屋を使用。世界の生活用具を展示
- 倉敷物語館 - 東大橋家住宅を改修、整備した観光文化施設、2009年（平成21年）4月開館。倉敷の歴史や文化を紹介する展示室、和室、会議室、多目的ホールなどを備える。
- いがらしゆみこ美術館 - 少女漫画家いがらしゆみこの個人美術館。『キャンディ・キャンディ』以外[注 1]の、いがらしゆみこ作品を取り扱う。
- 倉敷デニムストリート - デニム商品中心のショッピングストリート、倉敷川沿いの民家と倉を改造した商業施設ヒルトップビルにある。かつては星野仙一記念館も入居していた。 2008年（平成20年）3月開館、2021年11月末で閉館[8]。
- 加計美術館 - 旧倉敷蜷川美術館。ただし旧倉敷蜷川美術館がギリシャ・ローマ美術を取り扱ったのとは異なり、加計美術館は現代芸術を取り扱う。

### 店舗・宿
宿泊施設
- 旅館くらしき
- 料理旅館 鶴形
- くらしきの宿 東町
- 吉井旅館
- 倉敷国際ホテル - 1963年（昭和38年）開業の倉敷初の本格的ホテル、設計者は浦辺鎮太郎である。
- 倉敷サクラステイ
- ゲストハウス[参 1]

※ 美観地区内に立地する施設のみ掲載。なお、奈良萬旅館は2006年（平成18年）11月に閉館した。
店舗
- 珈琲 エル・グレコ - 大原美術館に隣接する蔦に覆われた喫茶店。大正時代末期の事務所跡に1959年（昭和34年）、当時の倉紡社長大原総一郎により美術館鑑賞の余韻を楽しむ場所にと設けられた。
- 珈琲館
- 町家喫茶三宅商店酒津水辺のカフェ
- くらしき桃子
- 平翠軒 - 森田酒造が経営する日本各地の珍しい食材・調味料を扱うショップ

### その他
- 大山日ノ丸証券倉敷支店 - 旧北田証券。2013年1月28日経営統合[9]。町屋をそのまま使った社屋。
- 倉敷公民館 - 1969年、倉敷文化センターとして開館。定員387人のホールと音楽図書館等を備え、設計は浦辺鎮太郎。
- 倉敷本町郵便局

### 鶴形山

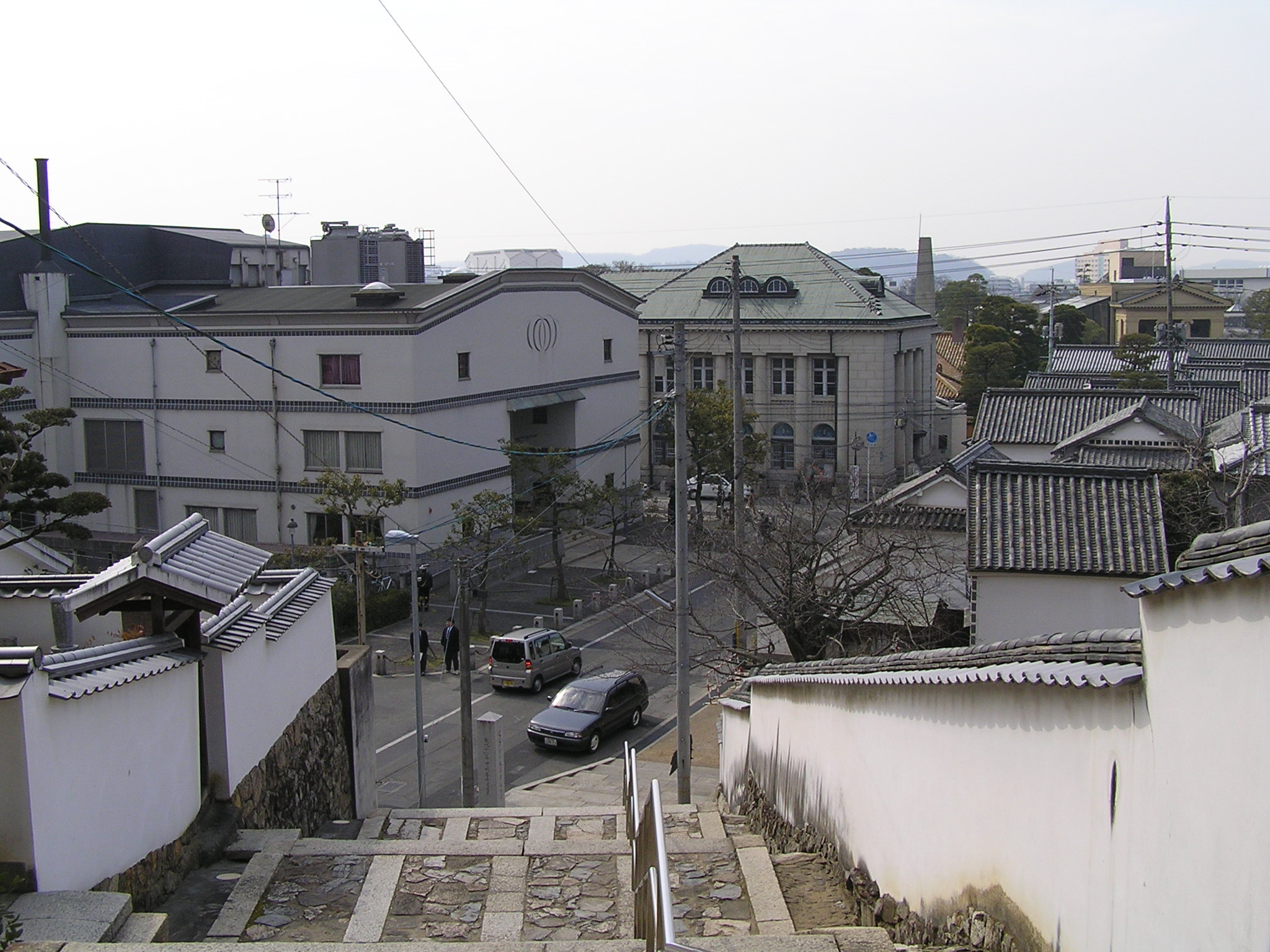
鶴形山・観龍寺参道から美観地区を望む。手前に見えるのは倉敷公民館

地区の北側にある小高い山、4月は桜祭りと藤祭りが行われもっとも山が華やぐ季節になる。
- 阿智神社 - 鶴形山の頂上にある倉敷の氏神として奉られており、鶴形山が島であった頃から海上交通の神様として信仰を集めてきた。毎年の春秋に例大祭が行われ、御輿が麓の町を練り歩き、名物“素隠居”（すいんきょ）も登場する。
- 阿知の藤 - 岡山県天然記念物、樹齢300年から500年の樹木といわれる。
- 観龍寺
- 誓願寺
- 本栄寺

## 地区周辺の施設・建築
- 大橋家住宅 - 重要文化財
- 倉敷市民会館
- 倉敷市芸文館

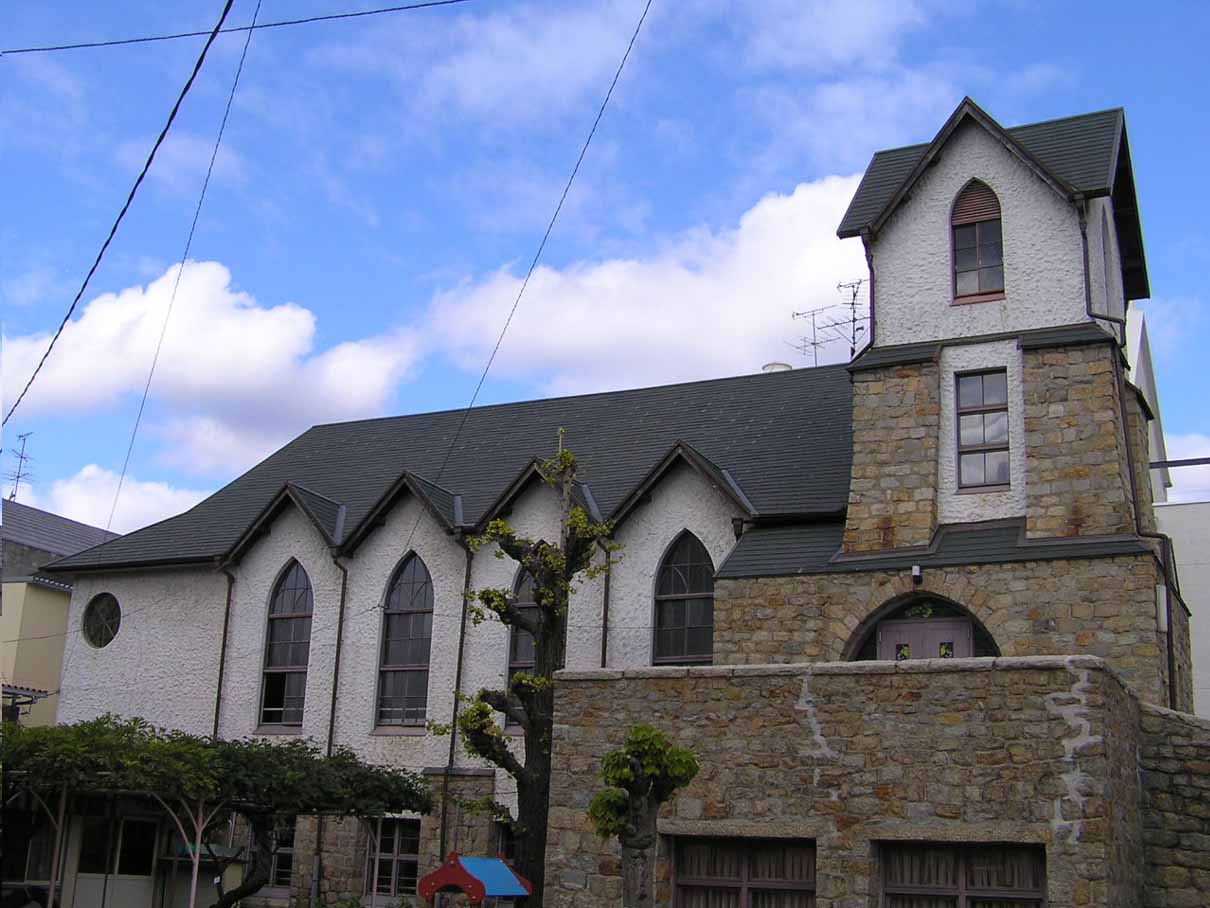
日本キリスト教団倉敷教会

  - 大山名人記念館 - 郷土出身である将棋の大山康晴十五世名人の記念館
- 倉敷市立美術館 - 1960年（昭和35年）建築の前 : 倉敷市役所、丹下健三設計
- 倉敷市立中央図書館
- 倉敷市立自然史博物館
- 倉敷キリスト会館（日本基督教団倉敷教会） - 1923年（大正12年）建築、西村伊作設計。一部は竹中幼稚園[参 2]、喫茶「シャロン」[参 3]として使用。
- 倉敷アンティークモール・倉敷貯金箱博物館
- ギャラリーしをり - 江戸時代築の民家を使用したギャラリー
- 倉敷昆虫館 - しげい病院内
- 倉敷市歴史民俗資料館 - 1915年（大正4年）建築の旧・倉敷幼稚園舎、1981年（昭和56年）に西中新田の現・市役所横に移築

## 美観地区で行われるイベント

### 春
- 倉敷春宵あかり
- 倉敷雛めぐり
- 藤まつり - 5月5日
- ハートランド倉敷
- 阿智神社春まつり（春季例大祭） - 5月第3土・日曜日

### 夏
- 倉敷天領夏祭り

### 秋
- 倉敷屏風祭
- 阿智神社秋祭 - 10月第3土・日曜日
- 倉敷国際ふれあい広場
- 着物の着付け体験と写真撮影会

### 冬
- 和文化センター 投扇興
- 着物の着付け体験と写真撮影会

### 通年イベント
- 倉敷館コンサート - 5月〜7月 10月〜12月 毎週木曜日 計24回開催
- くらしき朝市 三斎市 - 毎月第3日曜日

### 他イベントと同時開催されるイベント
- 着物でぶらり！笑顔でパチリ！！ようこそ倉敷へ - 同時開催 : 倉敷雛めぐり、倉敷屏風祭

### 不定期イベント
- 倉敷音楽物語

### 期間限定
- 倉敷2コイングルメ - 2012年1月12日〜12月31日
- 倉敷天領寿司祭り - 2012年3月1日〜2013年2月28日

## 歴史

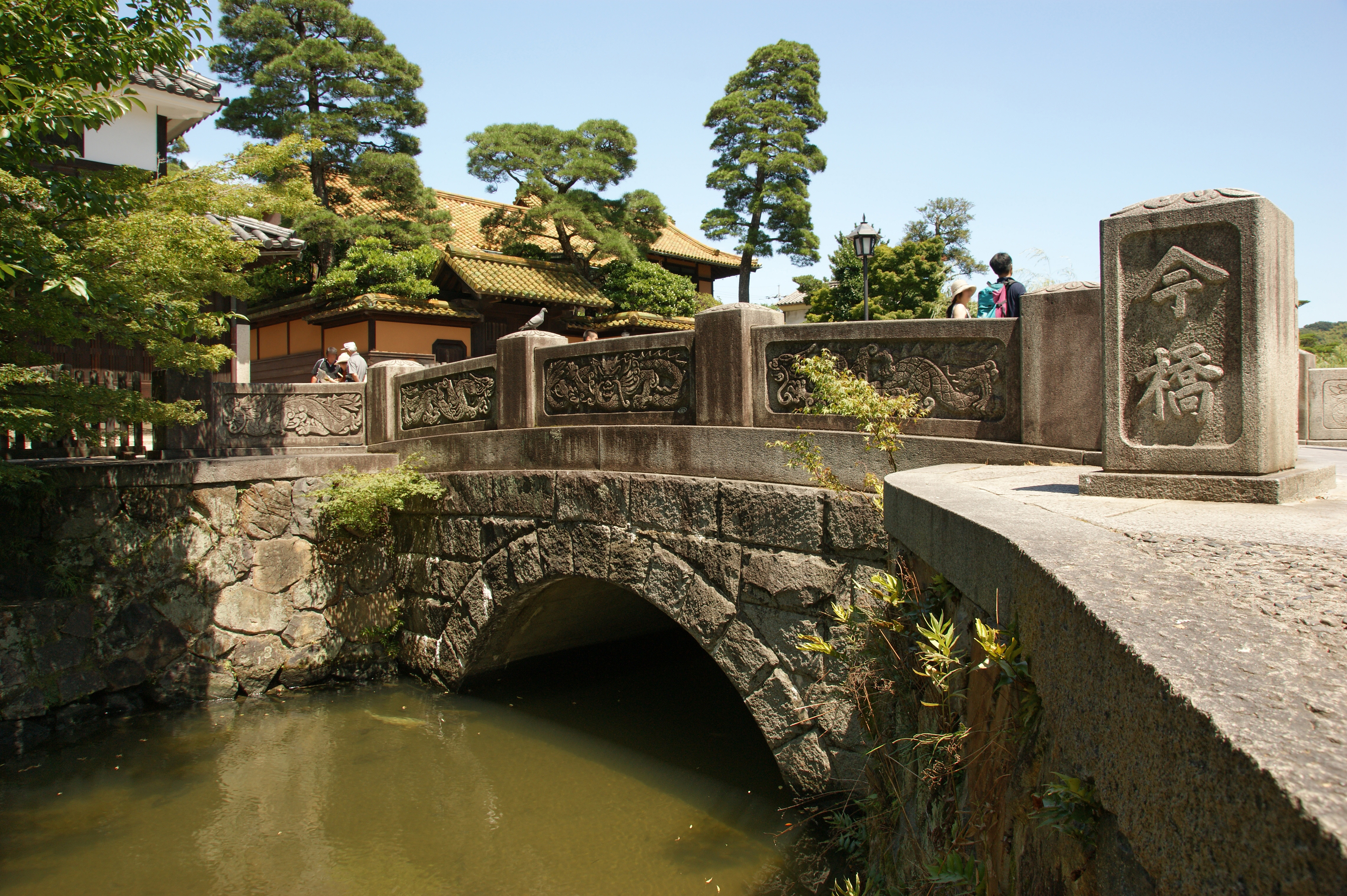
今橋

### 年表
- 1926年（大正15年） - 皇太子（昭和天皇）が倉敷に来訪、有隣荘に宿泊[注 2]。
- 1930年（昭和05年） - 大原美術館開館。
- 1937年（昭和12年） - 後のクラボウ社長・大原總一郎がドイツの城郭都市・ローテンブルクを訪れ、倉敷の町並み保存を思いついたと云われている。
- 1947年（昭和22年） - 昭和天皇が日本全国巡幸、倉敷を訪れる。
- 1948年（昭和23年） - 倉敷観光協会が本町、前神町、向市場町を風致地区に指定する。
- 1949年（昭和24年） - 佐藤重夫が倉敷都市美協会結成。倉敷の町並写真がアサヒカメラに初めて掲載される。
- 1950年（昭和25年） - エドマンド・ブランデン来訪。倉敷考古館開館。
- 1954年（昭和29年） - ヴァルター・グロピウス来訪。
- 1955年（昭和30年） - 倉敷市により倉敷川河畔の護岸工事と柳の植栽が始まる。
- 1956年（昭和31年） - 岩波文庫が「倉敷 古い形の町、美術-」を発刊、倉敷の町並みが日本全国に紹介された。

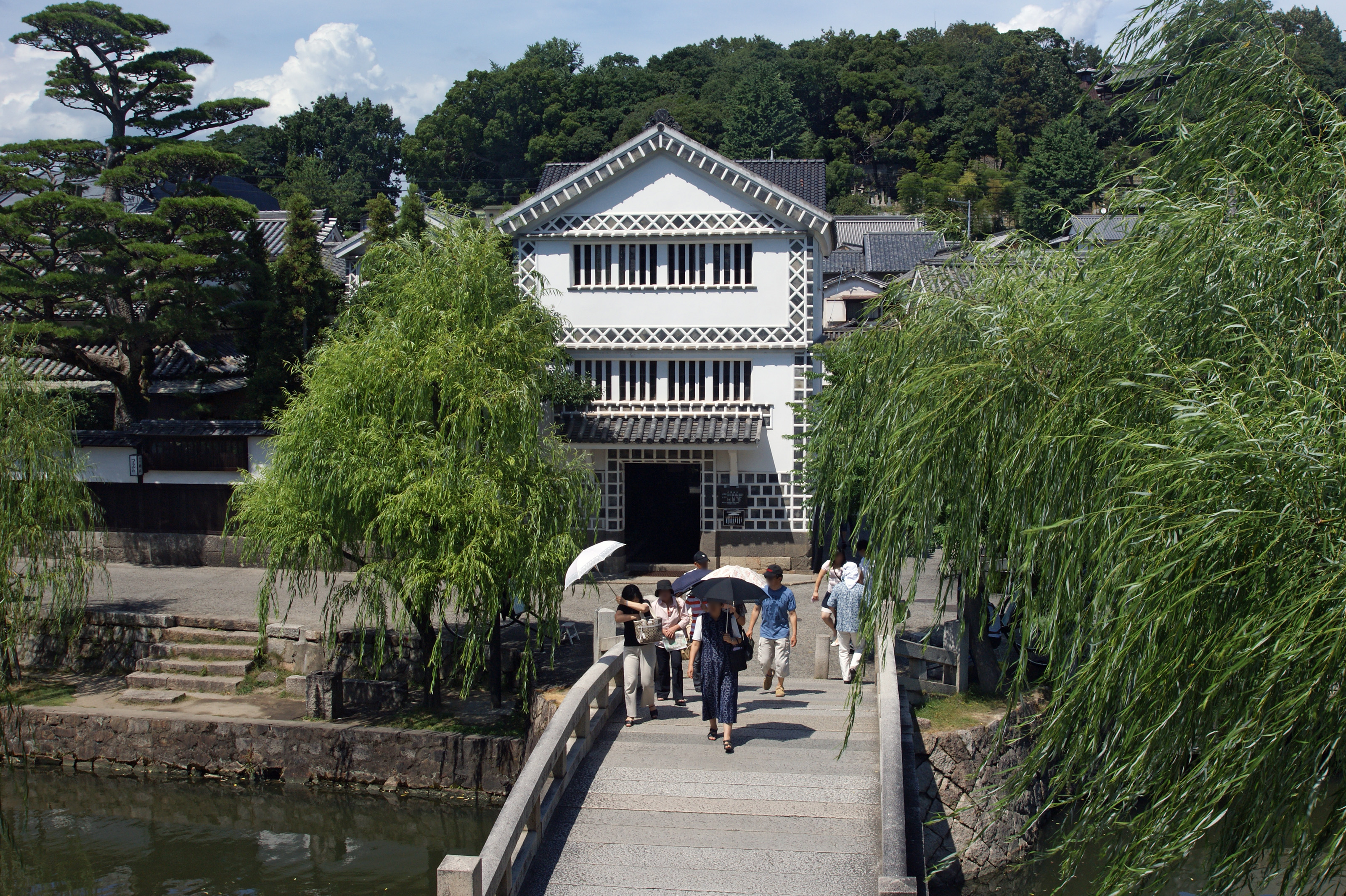
中橋と倉敷考古館

- 1967年（昭和42年） - 町並みの保存事業が本格的に始まり、翌年「倉敷市伝統美観保存条例」が制定。
- 1969年（昭和44年） - 「倉敷川畔特別美観地区」に指定、“美観地区”の呼称が初めて使われた。
- 1973年（昭和48年） - 倉敷アイビースクエア開業。
- 1978年（昭和53年） - 「倉敷市伝統的建造物群保存地区保存条例」が制定。
- 1979年（昭和54年） - 国（文部大臣）により13.5haの地区が「重要伝統的建造物群保存地区」として選定。
- 1990年（平成02年） - 電柱・電線地下埋設工事が倉敷川畔両岸から始められた。
- 1998年（平成10年） - 重要伝統的建造物群保存地区の追加選定により選定区域を15haに拡大。
- 2000年（平成12年） - 「倉敷市美観地区景観条例」が制定。
- 2005年（平成17年） - 夜間ライトアップが始まる。
- 2009年（平成21年） - 7月5日、倉敷観光案内所倉庫が火災により全焼[注 3]。
- 2014年（平成26年）
  - 1月22日、倉敷川に残る旧倉敷紡績倉敷本社工場専用の荷揚げ場跡（倉敷市本町）で、舟荷の積み降ろしに使われたとみられるスロープ状の遺構が発見されたと倉敷市教育委員会が発表[10]。
  - この年、地区内の主要な通りにおける電線類の地中化事業が完了[11]。
- 2017年（平成29年）4月28日 - 「一輪の綿花から始まる倉敷物語 - 和と洋が織りなす繊維のまち」の構成文化財として、日本遺産に認定。

## ロケ

### CM
- グリコ・セシルチョコレート - 出演:松田聖子 田原俊彦 - 場所 : 珈琲 エル・グレコ
- トヨタ自動車・WiLL サイファ - 場所 : 料理旅館 鶴形
- 三菱自動車工業・i（アイ）
- 日本生命保険・ご契約内容確認活動〜晩春篇〜

### ドラマ
- テレビ朝日・土曜ワイド劇場『鉄道捜査官(6)』（2005年10月1日）
- TBS・『水戸黄門』第30部 第17話 : 『二枚目助さん女難の相』／倉敷（2002年5月6日放送・春の2時間スペシャル）
- TBS・天皇の料理番 第1話（2015年4月26日放送）

#### 連続テレビ小説
NHKの連続テレビ小説（特に大阪放送局制作分）において、明治・大正期における繁華街の町並みの場面に使用される事がある。
- 『カーネーション』（2011年） - 場所 : 倉敷館(旧倉敷町役場)、中橋から今橋付近
- 『マッサン』（2014年） - 場所 : 倉敷館(旧倉敷町役場)、中橋から今橋付近

### アニメ
- 日本テレビ・『名探偵コナン (アニメ)』 641話 8枚のスケッチ(倉敷編)

### 映画
- 現代ぷろだくしょん配給・『石井のおとうさんありがとう』（2004年）
- ワーナー・ブラザース配給・『るろうに剣心』（2012年） - 場面 : 緋村剣心と相楽左之助の決闘のシーン - 場所 : 中橋周辺

## 交通アクセス

### 倉敷駅から
徒歩
- 倉敷駅を南口から出て正面の「倉敷中央通り」を道なりに真っ直ぐ進むと徒歩15分で美観地区西側へ着く。または同じく南口から出て左（西）へ向かって歩道橋を降りて「倉敷センター街 BIOS(ビオス)[参 4]」に入り、最初の十字路は南へ、途中の三叉路は左（南東）へ向かうと同程度の時刻で美観地区北側へ着く。なお、どちらのルートでも自転車と自動車には注意すること。【補足】倉敷駅南口は通路が左右（東西）に分かれるが、2階通路を右（西）へ向かうと、西ビル（アパホテル）建物の2階にある「くらしき駅前観光案内所[参 5]」へ行くことができる。

自転車
- 駅レンタカー西日本が運営するレンタサイクル[参 6]が利用可能。倉敷駅南口の建物内の右（西）側階段で1階へ下りてそのまま西に向かうと、西ビル北側に白い建物がある。

バス
- 倉敷駅南口バスターミナルでバスに乗車し、「大原美術館前」で下車。詳しくはバス路線の検索サイト[参 7]などで調べられる。

タクシー
- 倉敷駅南口の建物内の左（東）側階段で1階へ下りるとロータリーにタクシー乗り場がある。

### 倉敷駅まで
在来線
- 広島・三原方面から倉敷駅 : 山陽本線上り
- 姫路・岡山方面から倉敷駅 : 山陽本線または伯備線下り
- 新見・米子方面から倉敷駅 : 伯備線上り
- 児島・宇野・四国方面から倉敷駅 : 瀬戸大橋線(本四備讃線)上り、岡山駅で山陽本線または伯備線下りに乗り換え。

新幹線
- 広島・博多・鹿児島中央方面から倉敷駅 : 山陽新幹線上り、岡山駅で在来線（山陽本線または伯備線）下りに乗り換え。

※山陽新幹線こだまに乗車する場合は新倉敷駅も利用可能だが、倉敷駅から在来線（山陽本線）の営業キロで9.3km下りに離れているため、在来線上りへの乗り換えが必要となる（片道の乗車時間は8分）。
- 新大阪・東京方面から倉敷駅 : 山陽新幹線下り、岡山駅で在来線（山陽本線または伯備線）下りに乗り換え。

高速バス
- 東京・名古屋・京都・大阪・神戸・福岡から倉敷駅北口へ高速バスが運行 - 詳しくは倉敷駅 北口バス乗り場（高速バス・空港リムジンバス）を参照。

飛行機
- 岡山空港 - 詳しくは倉敷駅 北口バス乗り場（高速バス・空港リムジンバス）を参照。